# Impasse de la Corneille (Strasbourg)
Ne doit pas être confondu avec Impasse Corneille.
L'impasse de la Corneille (en alsacien : Krappegässel) est une voie sans issue de Strasbourg, rattachée administrativement au quartier Centre,  qui s'ouvre entre le no 5 et le no 7 de la rue de la Nuée-Bleue, non loin de l'ancien commissariat central de Strasbourg (no 11). Elle est parallèle à la rue du Fort, située plus au nord, et à la rue du Fil, au sud.

## Toponymie

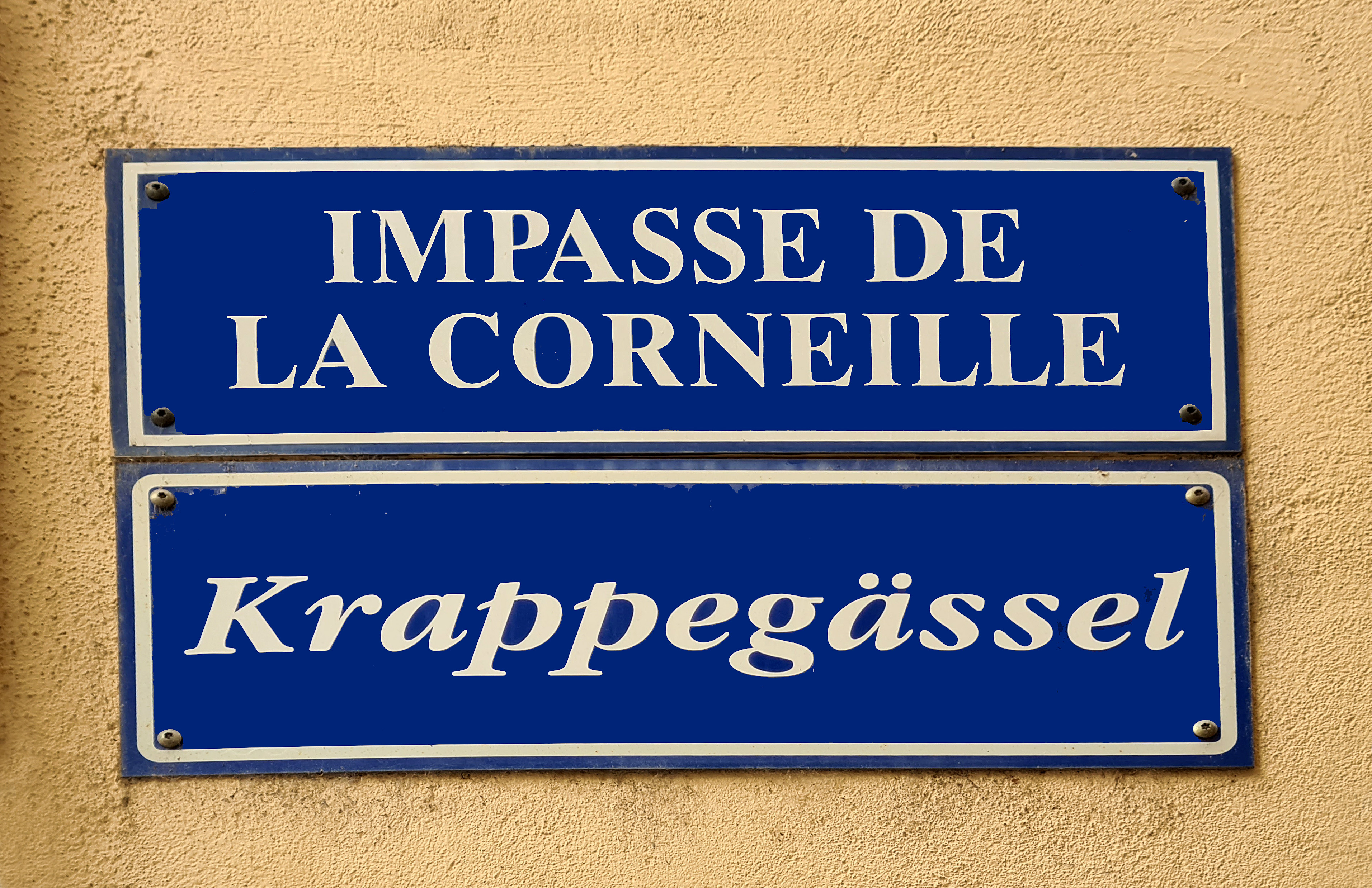
Plaque bilingue, en français et en alsacien.

La ruelle a porté successivement différents noms : Vicus zu dem Rappen (1307), Rappengesselin (du XIVe au XVIIIe siècle), rue du Corbeau (1765), rue des Corbines, dite Rappengass (1786), rue des Moreaux (1792), ruelle de la Raison (1794), rue de la Corneille, Rappengässlein (1817), impasse des Corneilles (1856, 1918), Krappengässchen (1872, 1940), puis impasse de la Corneille depuis 1945,.
À partir de 1995, des plaques de rues bilingues, à la fois en français et en alsacien, sont mises en place par la municipalité lorsque les noms de rue traditionnels étaient encore en usage dans le parler strasbourgeois. La rue est ainsi sous-titrée Krappegässel.

## Histoire
Au XXIe siècle, la vétusté d'une partie de la ruelle ne rend pas compte d'un passé probablement plus prestigieux.
En 1568, Eguenolphe III, sire de Ribeaupierre (1527-1585), y réside,.
Dans les années 1780, Marie Philippine Frédérique Dorothée d'Oberkirch (1777-1828), fille unique d'un conseiller noble du Conseil des Quinze et de la mémorialiste Henriette Louise de Waldner de Freundstein, baronne d'Oberkirch, elle-même future autrice d'une correspondance publiée, séjournait l'été à Stotzheim et passait l'hiver dans l'hôtel particulier familial situé dans cette rue.
Les deux maisons d'angle avec la rue de la Nuée-Bleue datent en effet du XVIIIe siècle.

Maison à l'angle du n° 5 de la rue de la Nuée-Bleue.
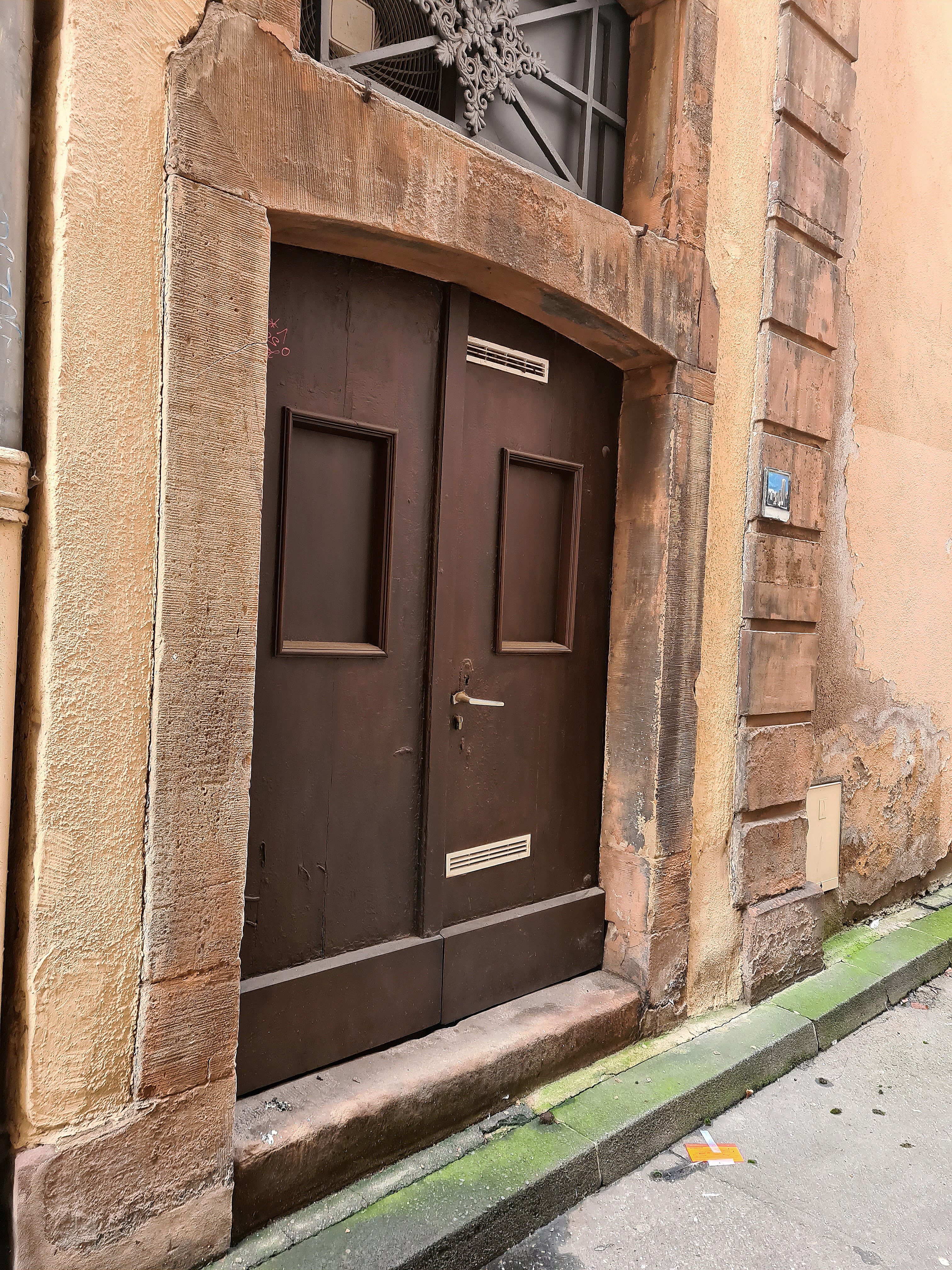
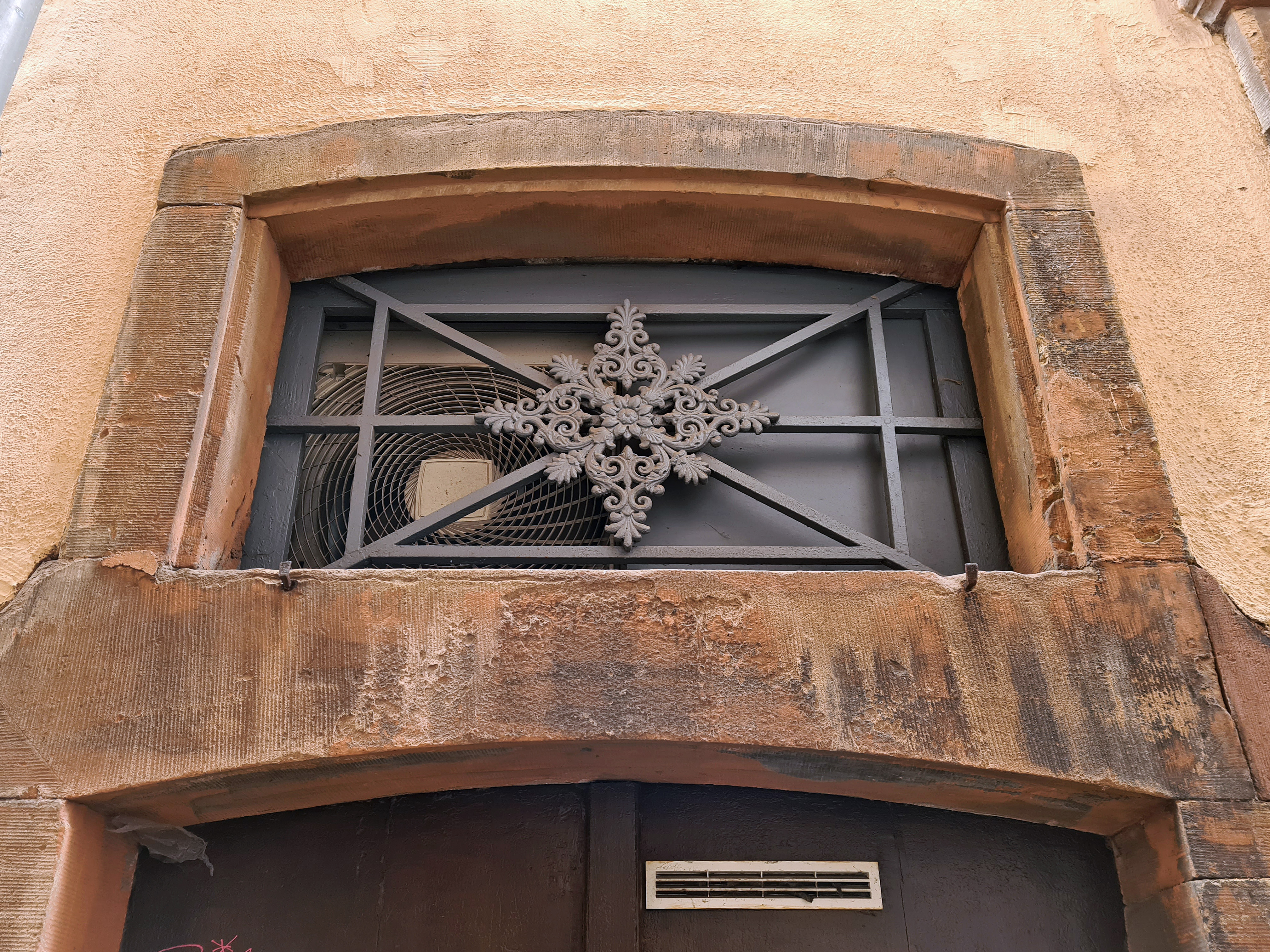
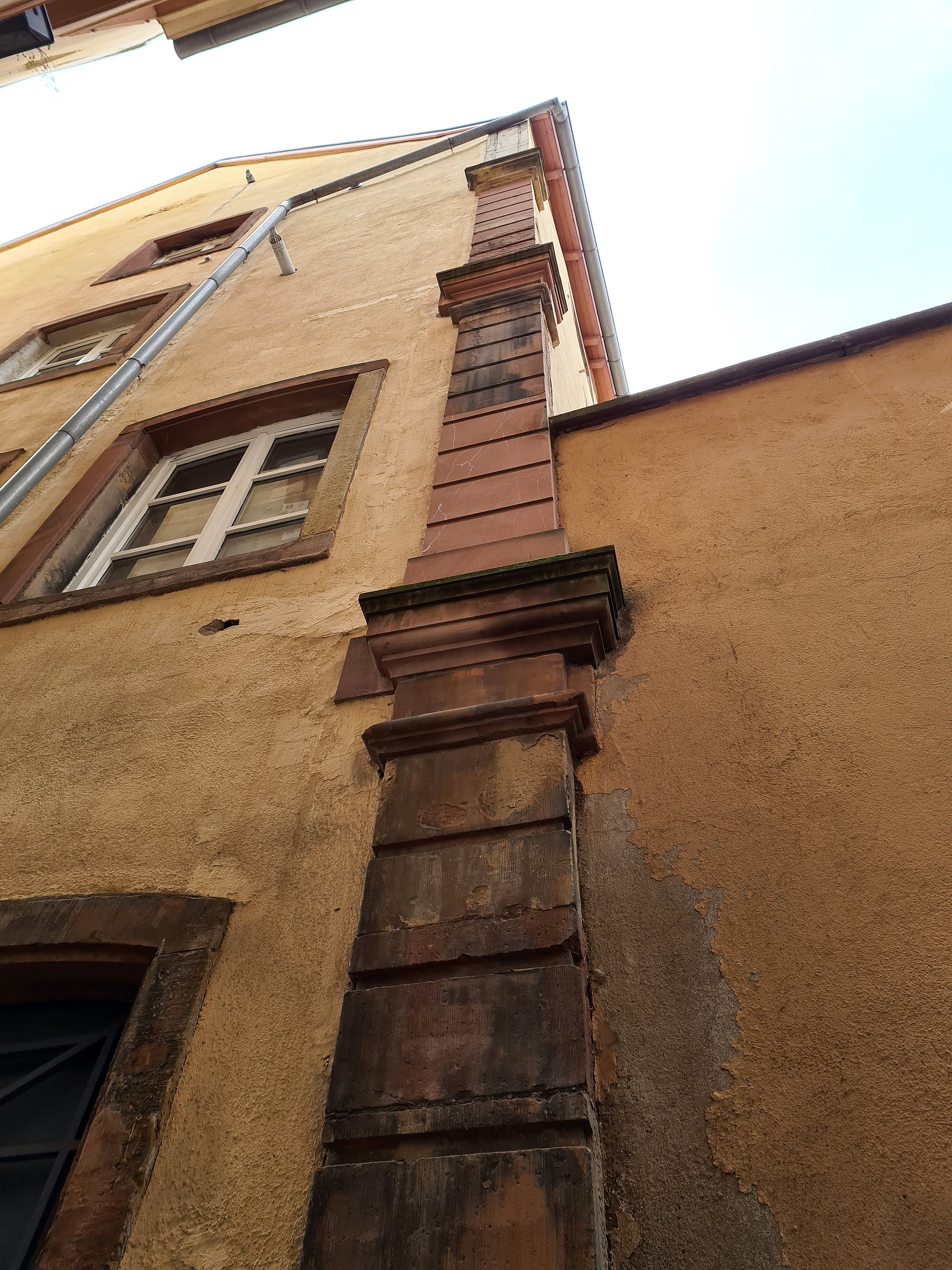
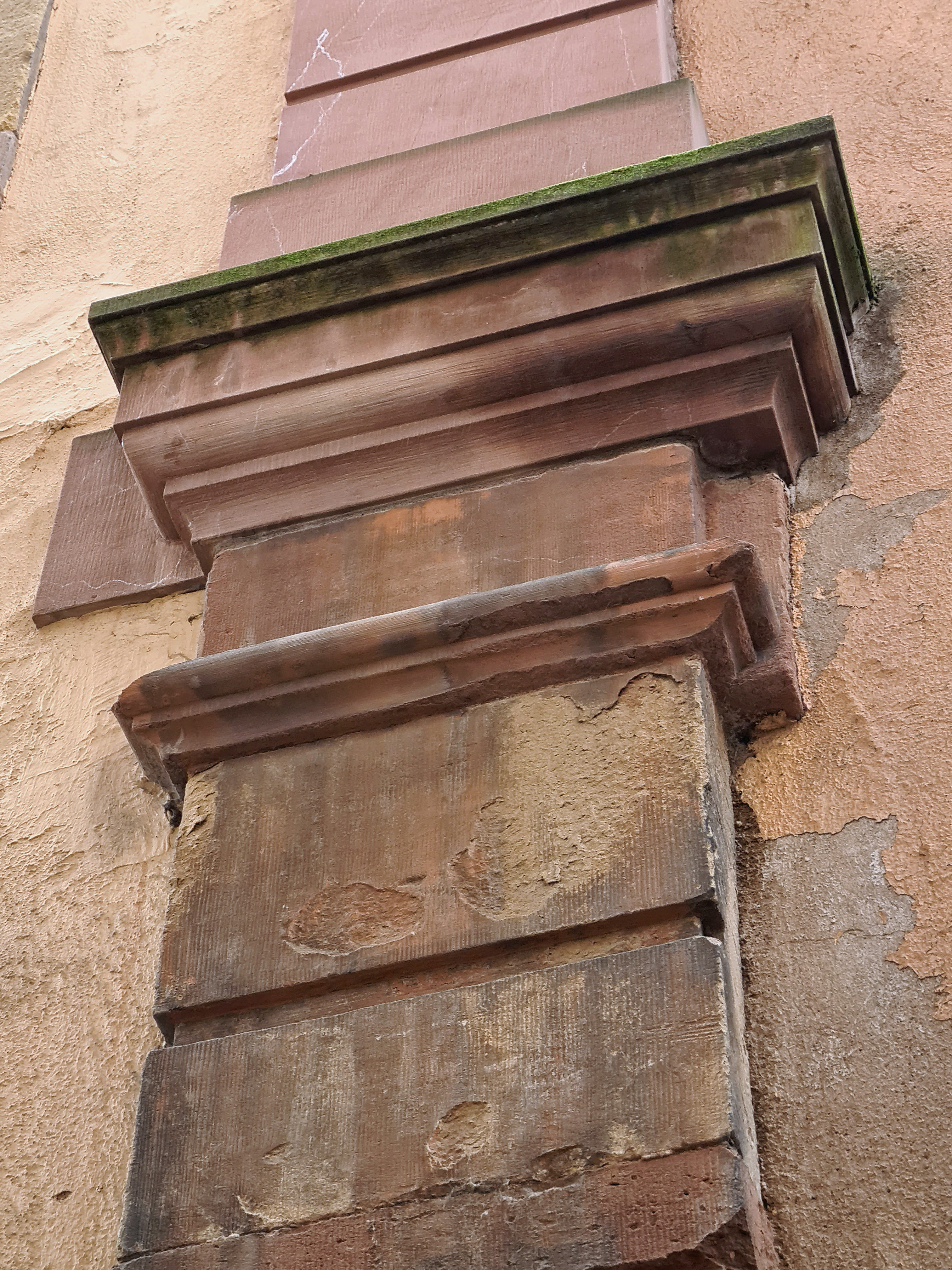

Longtemps désignée comme une « ruelle », la voie prend le nom d'« impasse » en 1856. L'extrémité de la rue est effectivement close par un petit mur, d'abord percé par une porte désormais condamnée, au-delà duquel on aperçoit des constructions, probablement l'arrière de maisons situées dans la rue du Fil (nos 9 ou 11 ?), construites au milieu du XIXe siècle.
En 1894, Adolphe Seyboth signale que l'entrée de l'impasse est fermée par une grille.

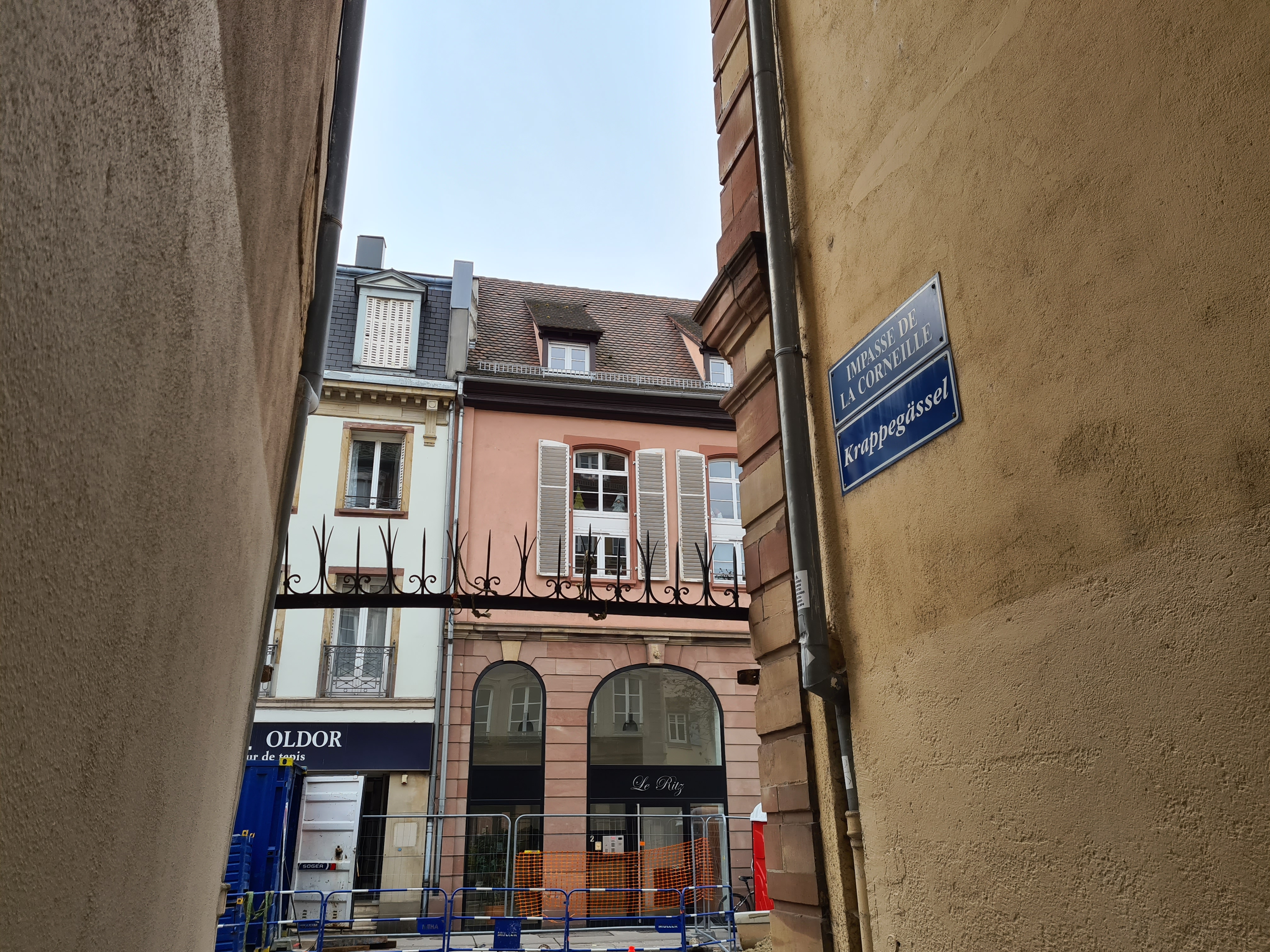
Ancienne grille à l'entrée de l'impasse.
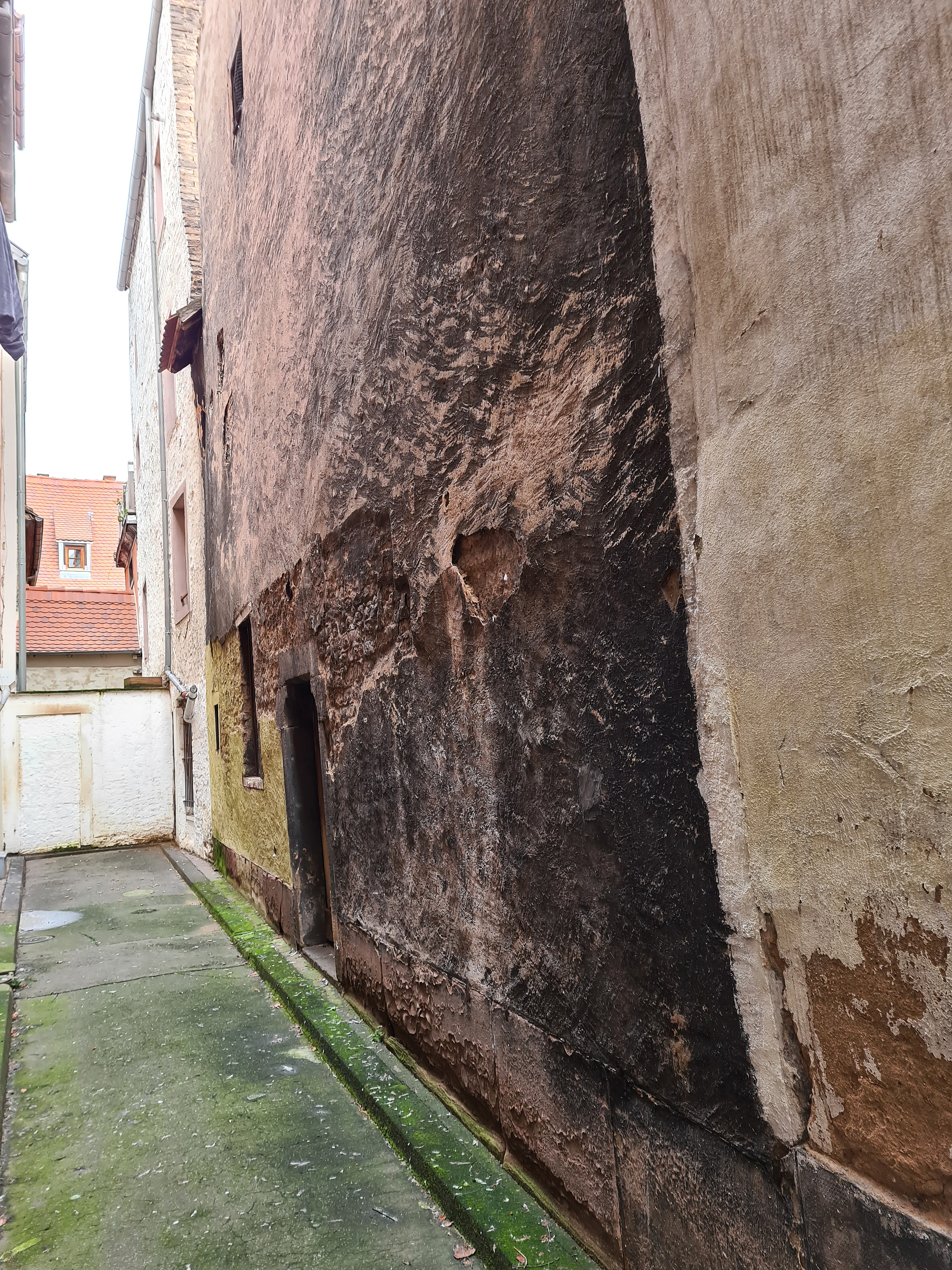
Dernières maisons.
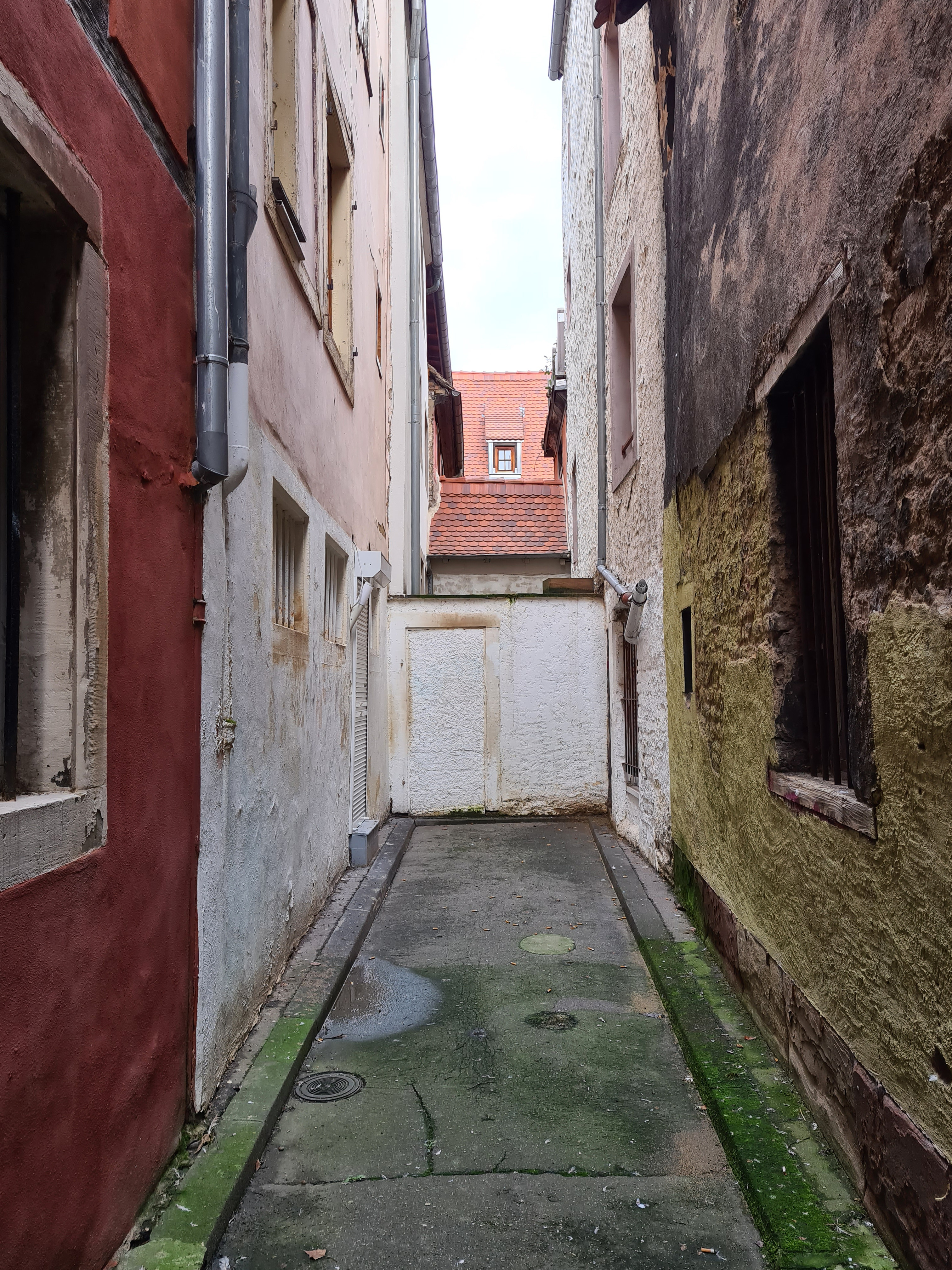
Porte condamnée.